# Allium taciturnum
Allium taciturnum är en amaryllisväxtart som beskrevs av Aleksei Ivanovich Vvedensky. Allium taciturnum ingår i släktet lökar, och familjen amaryllisväxter. Inga underarter finns listade i Catalogue of Life.